# Mjini (huyện)
Mjini là một huyện thuộc vùng Zanzibar West, Tanzania. Thủ phủ của huyện Mjini đóng tại Zanzibar. Huyện Mjini có diện tích 230 ki lô mét vuông. Đến thời điểm điều tra dân số ngày 25 tháng 8 năm 2002, huyện Mjini có dân số 205870 người.